# Francisco de las Casas
Pour les articles homonymes, voir De las Casas.
Francisco de las Casas, né en 1461 à Trujillo (royaume de Castille) et mort en 1536, est un conquistador espagnol au service d'Hernán Cortés, le conquérant de l'Empire aztèque (1521), puis gouverneur de la Nouvelle-Espagne jusqu'en 1535.
Son principal fait d'armes connu est l'expédition qu'il conduit en 1524 pour arrêter Cristóbal de Olid, traitre à Cortés lors d'une entreprise de colonisation au Honduras. Condamné à mort, Olid est exécuté en janvier 1525.

## Biographie

### Famille
Il est issu d'une famille d'Estrémadure, comme Cortés, originaire de Medellin.
Il se marie en 1513 avec Maria de Aguilar, la fille de Geronimo de Aguilar.
Dans une lettre, Cortés parle de lui comme mi primo (« mon cousin »).

### Débuts dans le Nouveau Monde
Il participe au second voyage de Christophe Colomb, qui part en septembre 1493, et débute la colonisation de l'île d'Hispaniola (Saint-Domingue). 
On sait peu de choses de Francisco de la Casas dans les années qui suivent. Il alterne probablement les séjours à Hispaniola et en Espagne. 
En 1511, Cuba est conquise par Diego Velasquez de Cuellar, qui en devient gouverneur. De Cuba, des expéditions sont lancées vers le Mexique : celle de Juan de Grijalva en 1518, celle de Cortés en 1519.

### En Nouvelle-Espagne (1523)
Hernan Cortés, parti de Cuba en février 1519, fonde Villa Rica de la Vera Cruz en juillet 1519, et, après de nombreuses péripéties (notamment l'épisode de la Noche Triste du 30 juin 1520), s'empare de la capitale aztèque, Mexico-Tenochtitlan le 13 août 1521, au terme d'un siège de deux mois et demi. Cortés, dont le mandat légal n'est pas bien établi, étant donné que le gouverneur de Cuba le considère comme un rebelle, se trouve de fait à la tête des territoires de l'ex-Empire aztèque, avec le titre de « capitaine général » qu'il s'est attribué lors de la fondation de Vera Cruz. Il donne à ces territoires le nom de Nouvelle-Espagne.
En octobre 1522, le roi de Castille et d'Aragon, Charles Quint, petit-fils des Rois catholiques, entérine la situation en accordant à Cortés le titre de capitaine général de la Nouvelle-Espagne. Il confie à Francisco de las Casas la mission d'en informer Cortés. 
Las Casas arrive à Mexico en 1523. Cortés, un ami de son beau père[pas clair], le nomme capitaine dans son armée, composée d'Espagnols, mais aussi d'auxiliaires indiens alliés.

### L'expédition au Honduras (1524)
En janvier 1524, Cortés ordonne à un autre capitaine, Cristóbal de Olid, de mener une expédition de colonisation au Honduras. Parti de Vera Cruz, Olid se rend d'abord à Cuba pour prendre livraison de chevaux et d'armes achetés par Cortés. Là, le gouverneur, qui considère toujours Cortés comme un adversaire, le persuade de se mettre au service direct du roi (et de son représentant à Cuba).
Le 3 mai 1524, les 400 soldats d'Olid débarquent au Honduras et il crée la ville de Triunfo de la Cruz (« Triomphe de la Croix »). Au cours des cérémonies, il proclame qu'il retire son allégeance à Hernan Cortés. La majorité de ses soldats le soutient. 
Ayant appris cela en juin, Cortés met sur pied une expédition punitive qu'il confie à las Casas. Elle se compose de cinq navires et d'une centaine d'hommes. 
L'expédition est victime d'une tempête et Olid s'empare de las Casas. Mais les soldats fidèles à Cortés aident las Casas à s'échapper. Au cours d'un combat, Olid est blessé et fait prisonnier. Il est alors jugé, condamné à mort et exécuté en public sur la place du village de Naco.
Par la suite, Las Casas déplace la colonie et la rebaptise Trujillo, en l’honneur de sa ville natale.